# Operació Kandahar
Operació Kandahar (títol original en anglès, Kandahar) és una pel·lícula d'acció estatunidenca de 2023 dirigida per Ric Roman Waugh i escrita per Mitchell LaFortune. La pel·lícula és protagonitzada per Gerard Butler (que també és productor) i compta amb un repartiment secundari que inclou Ali Fazal, Navid Negahban, Bahador Foladi, Nina Toussaint-White, Tom Rhys Harries, Vassilis Koukalani, Mark Arnold, Corey Johnson i Travis Fimmel. Basada en fets reals, la història segueix un agent de la CIA i el seu traductor que fugen de l'Afganistan després que exposin la seva missió encoberta. S'ha doblat i subtitulat al català.
La pel·lícula es va estrenar als cinemes el 26 de maig de 2023 a càrrec d'Open Road Films.